# Tapti
Die Tapti oder Tapi (Hindi: ताप्ती, tāptī; Marathi: तापी, tāpī) ist ein ca. 724 km langer, ehemals bis Burhanpur schiffbarer Fluss in Zentral- und Westindien. Es ist einer von nur drei größeren Flüssen Indiens, die in die Arabische See münden.

## Verlauf
Die Tapti entspringt im Osten des Satpuragebirges bei der Stadt Multai im Distrikt Betul im Bundesstaat Madhya Pradesh; anschließend fließt sie westwärts, teilweise parallel zur Narmada. Sie entwässert die hauptsächlich zu Maharashtra gehörende Khandesh-Region und mündet nach etwa 724 km bei Surat im Bundesstaat Gujarat in den Golf von Khambhat, d. h. in die Arabische See.

## Einzugsgebiet und Durchflussmenge
Das Einzugsgebiet der Tapti umfasst ca. 61575 km² (nach anderen Angaben 65145 km²). Am Pegel Kathore hat der Fluss eine durchschnittliche jährliche Durchflussmenge von 489 m³/s, wobei die monatlichen Werte zwischen nur 2 m³/s (April, Mai) und maximal 9830 m³/s (August) schwanken können.

## Mythologie
In der indischen Mythologie ist Tapati, die Flussgöttin des Tapti, eine Tochter des Sonnengottes Vivasvat und dessen Nebenfrau Chhaya. Sie ist die Ehefrau des Königs Samvarana. Der Quellort Multai zählt zu den bedeutendsten Pilgerorten Indiens.

## Einzelnachweise

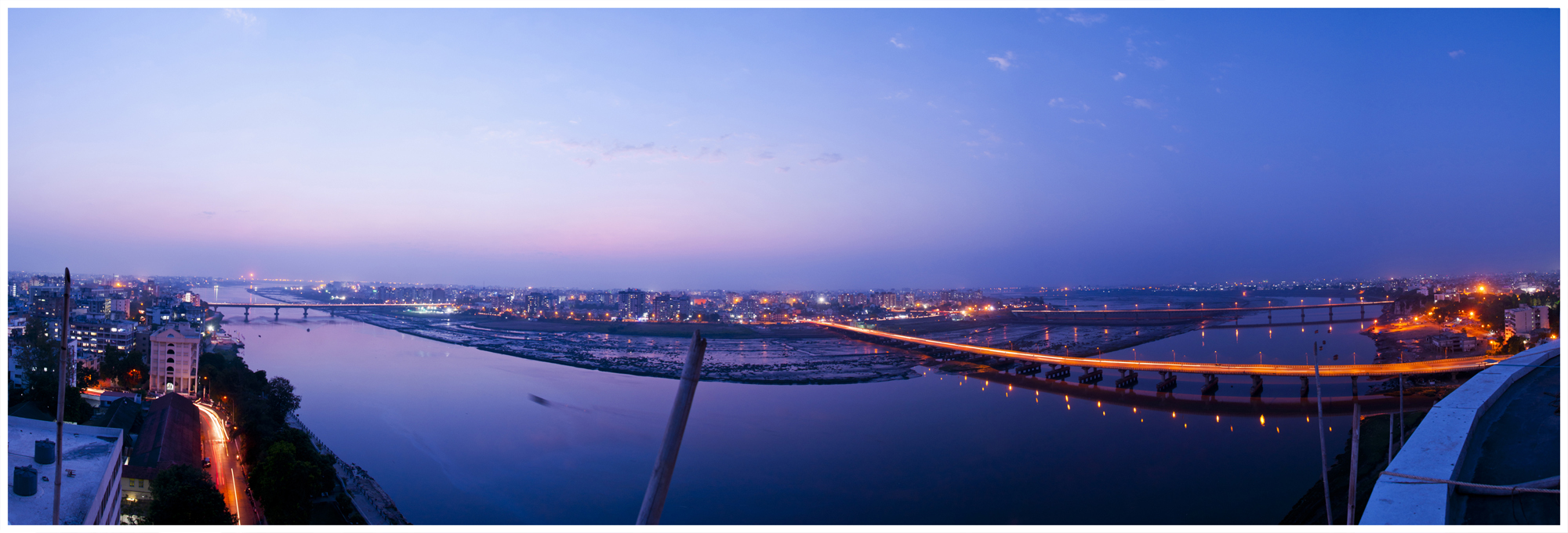
Tapti bei Surat